# Phạm Văn Thọ
Phạm Văn Thọ (sinh 1945), quê quán xã Nhật Tân, huyện Gia Lộc, tỉnh Hải Dương . Ông là Uỷ viên Uỷ ban Đối ngoại của Quốc hội, Ủy viên Ban chấp hành Trung ương Đảng, Phó Trưởng ban Thường trực Ban tổ chức Trung ương, là đại biểu Quốc hội Việt Nam khóa 11, thuộc đoàn đại biểu Bắc Ninh.
Ngày 18/10/1997 Bộ Chính trị đã chỉ định ông Phạm Văn Thọ thôi chức Bí thư Tỉnh ủy Hải Dương để làm Bí thư Tỉnh ủy Thái Bình thay cho Vũ Mạnh Rinh.

Tham khảo: 
1. ↑  "Đại biểu Quốc hội Phạm Văn Thọ". Bản gốc lưu trữ ngày 3 tháng 2 năm 2015. Truy cập ngày 1 tháng 1 năm 2013.
2. ↑  "Danh sách Đại biểu Quốc hội khóa XI". Bản gốc lưu trữ ngày 16 tháng 1 năm 2013. Truy cập ngày 6 tháng 9 năm 2012.